# Jean III Sobieski
 (janvier 2023).
Si vous disposez d'ouvrages ou d'articles de référence ou si vous connaissez des sites web de qualité traitant du thème abordé ici, merci de compléter l'article en donnant les références utiles à sa vérifiabilité et en les liant à la section « Notes et références ».
Pour les articles homonymes, voir Jean III, Jean Sobieski et Sobieski.
Jean III Sobieski, né le 17 août 1629 au château d’Olesko, près de Lviv (alors en république des Deux Nations), et mort le 17 juin 1696 à Varsovie, roi de Pologne de 1674 à 1696 et grand-duc de Lituanie, est un héros national polonais, notamment en raison de sa victoire sur les Turcs devant Vienne en 1683.

## Biographie

### Jeunesse
Jean Sobieski, dont la famille fait partie du clan Janina, est le fils de Jakub Sobieski (1580-1646), voïvode de Ruthénie et Kasztelan de Cracovie, et de Zofia Teofila Daniłowiczówna (pl), petite-fille du hetman Stanisław Żółkiewski. Après des études de philosophie à l'Académie de Cracovie (Akademia Krakowska), aujourd'hui connue sous le nom d’université Jagellonne, il voyage avec son frère Marek en Europe, puis entreprend une carrière militaire et s’illustre dans les guerres contre l’Empire ottoman, les Tatars, les Moscovites, les Cosaques et les Suédois. Attiré par la France, il épouse une Française, Marie-Casimire (Marysienka), veuve de Jean Sobiepan Zamoyski, voïvode de Kiev, et suivante de la reine Louise-Marie de Gonzague (Maria Ludwika).

### Accession au trône
En 1668, le roi Jean II Casimir le nomme grand hetman (commandant en chef des armées polonaises). À l'abdication de Jean II, Michael Korybut Wisniowiecki est élu roi de Pologne. Jean Sobieski se range du côté de l’opposition, ce qui lui vaut une semi-disgrâce, bien vite oubliée en raison de ses nombreux succès contre les Turcs, notamment à la bataille de Khotin en 1673, et de la mort du roi. Sobieski est à son tour élu roi, quasi unanimement, par les grands électeurs de la szlachta (la noblesse), le 21 juin 1674, et couronné le 2 février 1676.

### La guerre contre les Turcs. Jan Sobieski héros national
Pour des articles plus généraux, voir Bataille de Vienne et Guerre polono-turque (1683-1699).

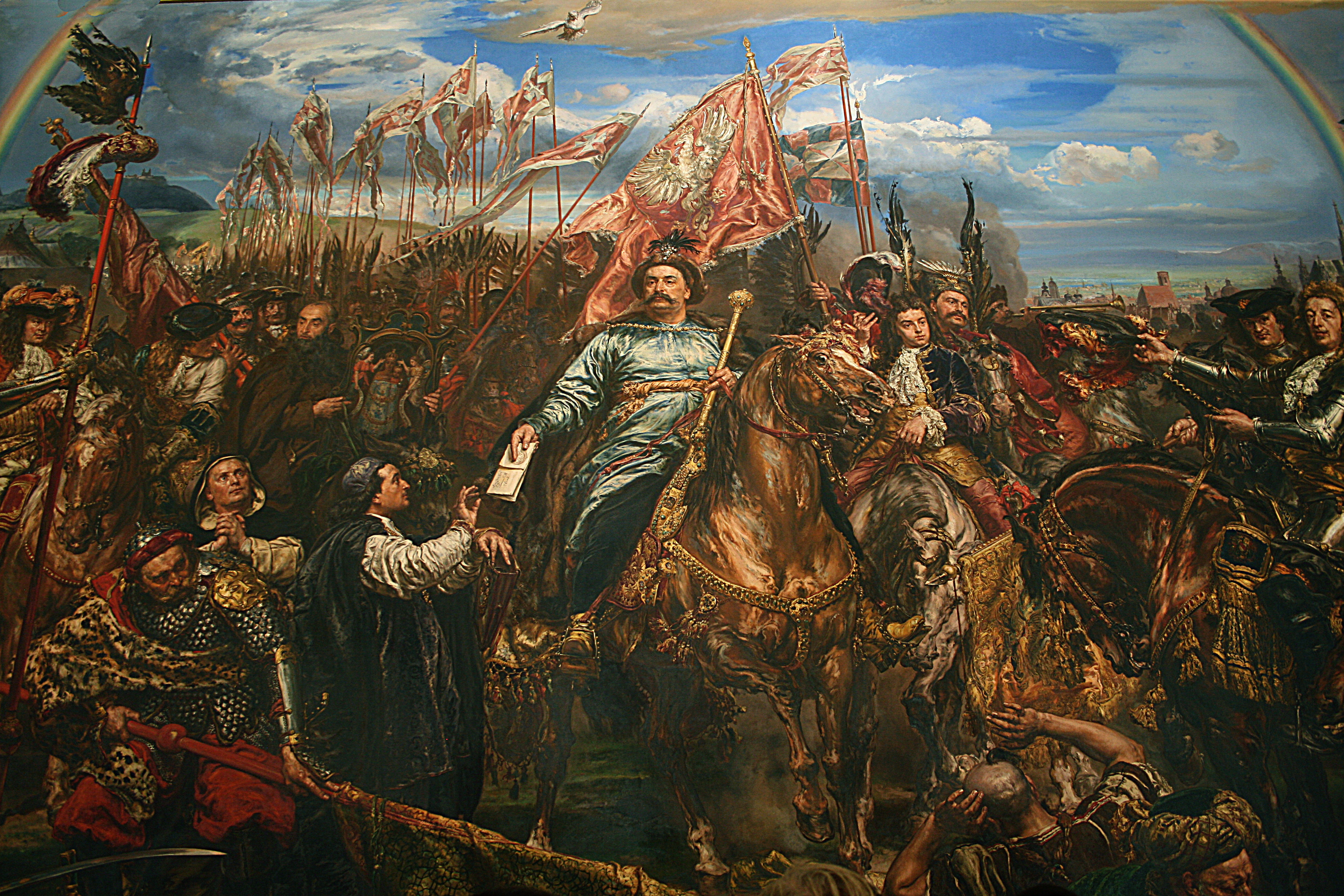
Jean Sobieski III repoussant les Turcs au siège de Vienne en 1683, tableau monumental de Jan Matejko exposé dans une salle du Vatican consacrée à cet événement.

Une des ambitions de Jean III est de rassembler l’Europe chrétienne dans une guerre contre l’Empire turc ottoman et de chasser cette puissance expansionniste, de religion musulmane, qui était parvenue, au fil des siècles, à conquérir militairement une grande partie du sud-est de l’Europe et qui tentait alors de submerger sa partie occidentale. Sobieski s’allie au Saint-Empire romain germanique et rejoint la ligue catholique du pape Innocent XI.
Selon l’historien polonais Oscar Halecki, Jean III projetait d’occuper la Prusse avec l’aide des Suédois et celle de la France. Mais cette entreprise est vite condamnée à l’échec, en raison de l’opposition des magnats (noblesse polonaise) et de la guerre initiée par l’Empire ottoman, qui l’oblige à s’allier aux Habsbourg, dynastie impériale d’Autriche. En 1676, il remporte la victoire de Zurawno contre les Turcs.
Son plus grand succès survint le 12 septembre 1683 à la bataille de Vienne, où il parvint à vaincre de manière décisive l’envahisseur ottoman, qui menait le siège de la capitale autrichienne. Sobieski commandait les troupes polonaises, aux côtés des troupes impériales d’Autriche placées sous les ordres de Charles V de Lorraine. Le résultat éclatant de son action permit de chasser une fois pour toutes l’armée ottomane commandée par Kara Mustafa, pourtant supérieure en nombre et sur le point d’attaquer.
Sobieski avait prévu d’attaquer le 13 septembre, mais il se rendit compte que les Turcs étaient en ordre de bataille dès le 12. À quatre heures du matin, les troupes de Sobieski fortes d’environ 81 000 hommes attaquent une armée turque d’environ 130 000 hommes. Vers dix-huit heures, Sobieski charge avec ses hussards ailés et enfonce les lignes ennemies qui détalent dans la plus grande confusion. La bataille de Vienne est terminée.
Sa gloire de héros national polonais et de défenseur du monde chrétien est née de cette victoire qui ferma définitivement les portes de l’Europe occidentale aux Turcs ottomans. De leur côté, les Ottomans le surnommèrent le Lion de Lechia (« Lion de Pologne »).
Le pape et les dignitaires étrangers le surnomment « Sauveur de Vienne et de la civilisation occidentale ».
Dans une lettre à son épouse, il écrit qu’à la suite de cette bataille : « … Tout le petit peuple me baisait les mains, les pieds, les vêtements ; d'autres se contentaient de me toucher en disant : Ah, laissez-nous baiser une main si courageuse ! ». La fête du Saint Nom de Marie fut instituée en la mémoire de cette victoire.
Jean Sobieski meurt le 17 juin 1696, dernier souverain qui a essayé de renforcer les prérogatives de la monarchie déjà bien entamée dans ce que les contemporains décrivent comme une république nobiliaire.

### Mort et funérailles

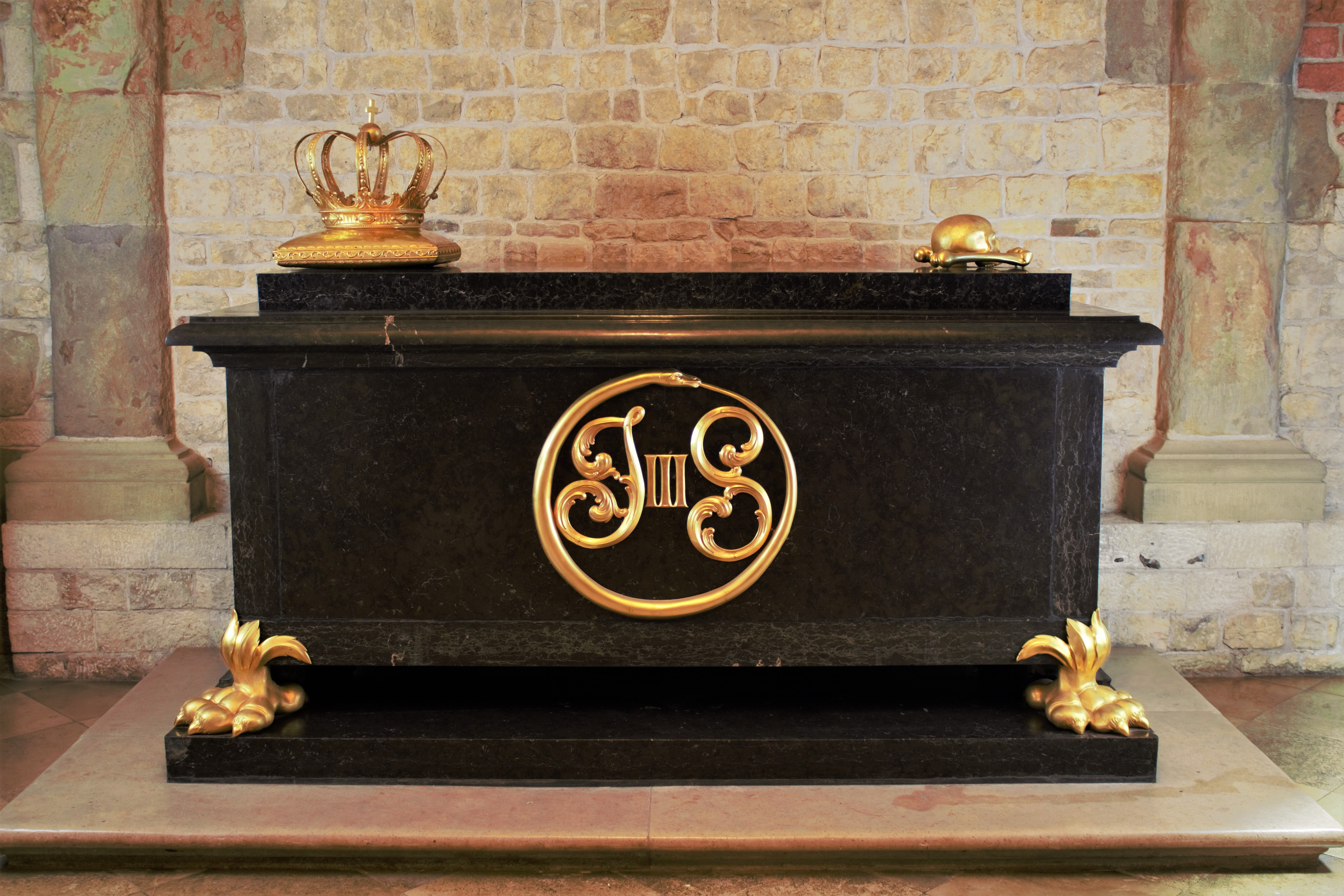
Sarcophage de Jan III Sobieski dans la crypte Saint-Léonard de la cathédrale de Wawel.

Il meurt au château de Wilanów, à Varsovie, le 17 juin 1696. Il est inhumé dans la crypte royale de la cathédrale du Wawel à Cracovie. Une urne avec son cœur se trouve dans un sarcophage à la chapelle royale de l’église des Capucins à Varsovie.
Montesquieu, dans son Spicilège, écrit une anecdote que le cardinal de Polignac lui aurait raconté concernant la mort du roi :
"Le cardinal de Polignac disoit que, lorsque le grand Sobieski mourut, il étoit sur le bord de son lit, la reine d’un côté et l’abbé de Polignac d’un autre ; qu’il tomba d’apoplexie et se laissa couler à terre ; que la reine, ne pouvant soutenir ce spectacle, s’en alla ; que, lui, alla appeler du monde ; que, soudain, arriva un aumônier qui s’enivroit, s’approcha du Roi et se précipita sur sa panse et s’écria : « Nomen meum, sicut deum effusum » ; qu’entra un jésuite nommé le P. Rota qui, ayant vu un crucifix d’or, où il y avoit de la vraie croix, pendu au cou du Roi, dit : « Eh, mon Dieu, voilà qui l’étrangle », coupa le cordon et mis le crucifix dans sa poche ; que le jésuite et l’aumônier s’accablèrent d’injures, le jésuite ayant accusé l’aumônier d’être ivre ; que, comme il fallut donner un lavement au Roi, l’apothicaire, qui étoit ivre, ne put jamais placer la canule et alla à gauche, ce qui réveilla le Roi, qui se mit à l’appeler fils de p…" (471-472)
Son épouse, Marie Casimire, est morte à Blois en 1716. Sa dépouille a ensuite été ramenée en Pologne pour être enterrée auprès de son époux dans la cathédrale du Wawel à Cracovie.

## Hommages
Jean III Sobieski, surnommé par les Turcs « le Lion du Lechistan » (Pologne en turc), fut certainement le plus grand roi de Pologne.
La constellation de l'Écu de Sobieski a été appelée ainsi en son honneur en 1690 par l’astronome polonais Johannes Hevelius.
Une salle du musée du Vatican lui est dédiée.
La marque polonaise de vodka Sobieski est nommée en son honneur.

## Mariage et descendance
Jean III se marie le 5 juillet 1665 avec Marie Casimire Louise de la Grange d’Arquien (1641-1716), veuve de Jean Sobiepan Zamoyski. Ils eurent 5 enfants :

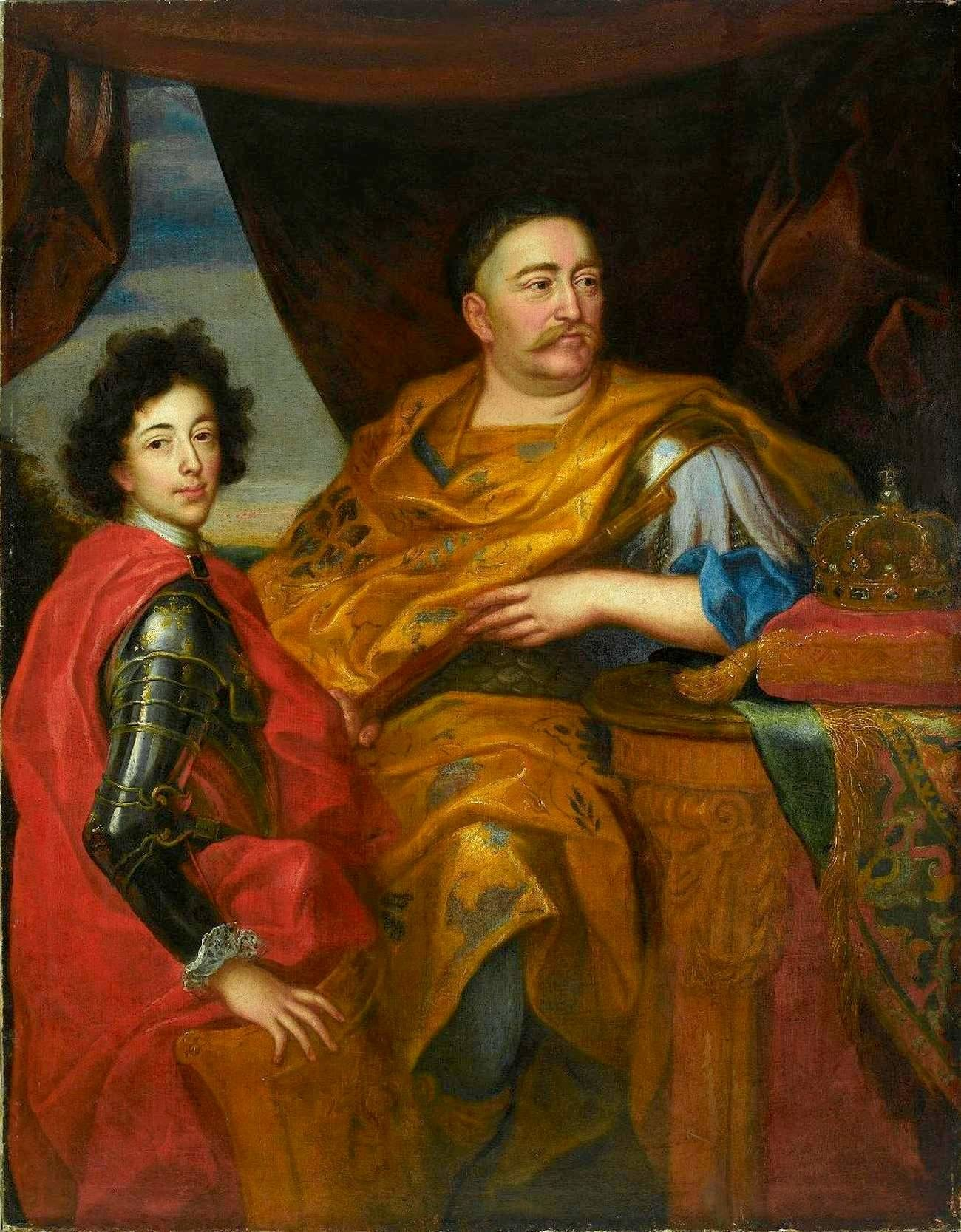
Jean III Sobieski avec son fils par Jerzy Siemiginowski-Eleuter.

- Jacques Louis Henri Sobieski (1667-1736), prince de la couronne ;
- Thérèse-Cunégonde (1676-1730), épouse en 1695, Maximilien II Emmanuel, électeur de Bavière (1662-1726) ;
- Aleksander Benedykt Sobieski (1677-1714) ;
- Konstanty Wladyslaw (1680-1720) ;
- Jean (1682-1685).